# Gà chọi

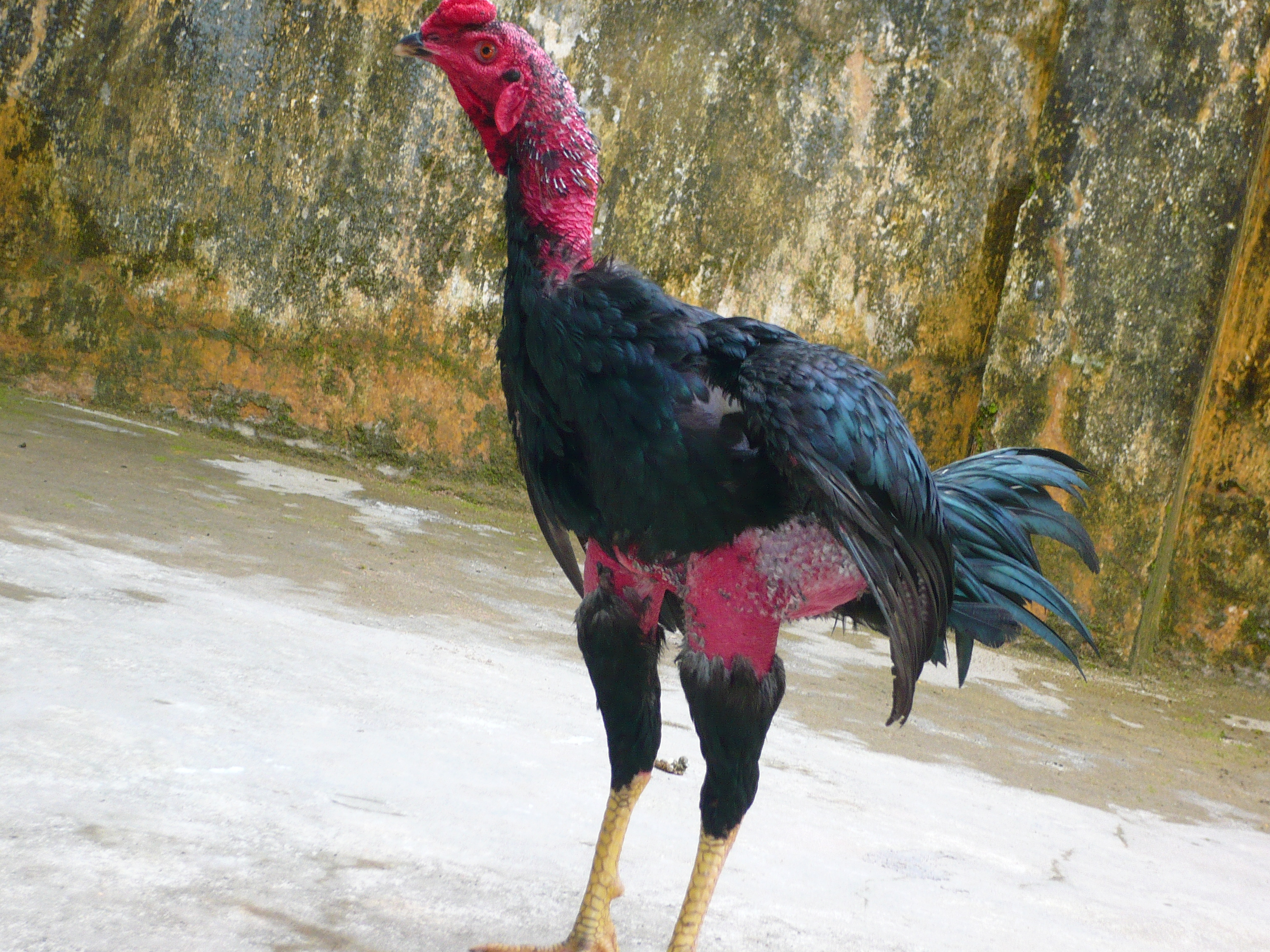
Một con gà nòi của Việt Nam

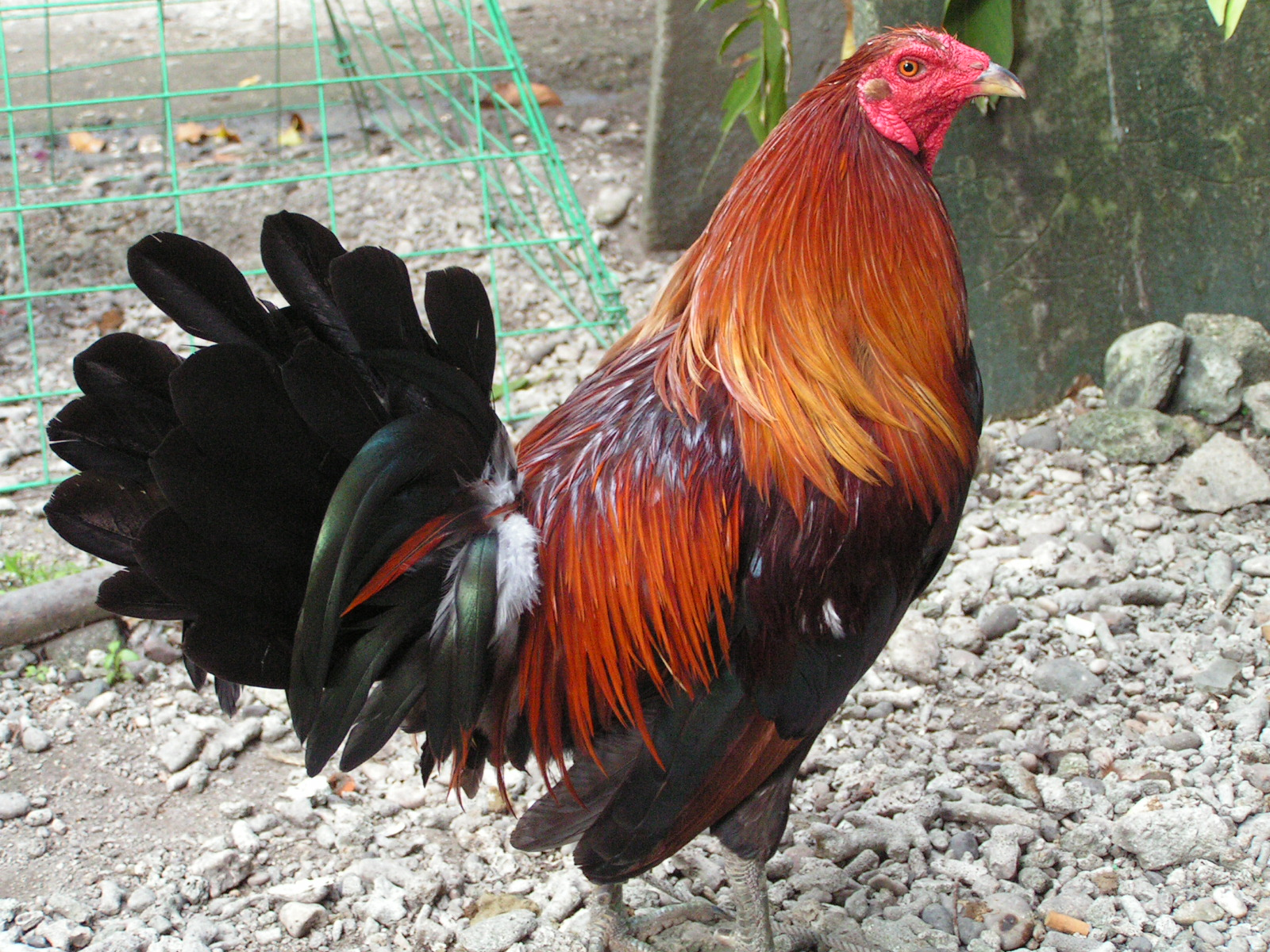
Một con gà chọi Philippines

Gà chọi là tên gọi chung cho các giống gà dùng cho mục đích thi đấu chọi gà.Các giống chọi gà này thường có sức khỏe, thân hình tốt. 

## Các giống
Trên thế giới, có một số giống gà chọi có thể kể đến là:

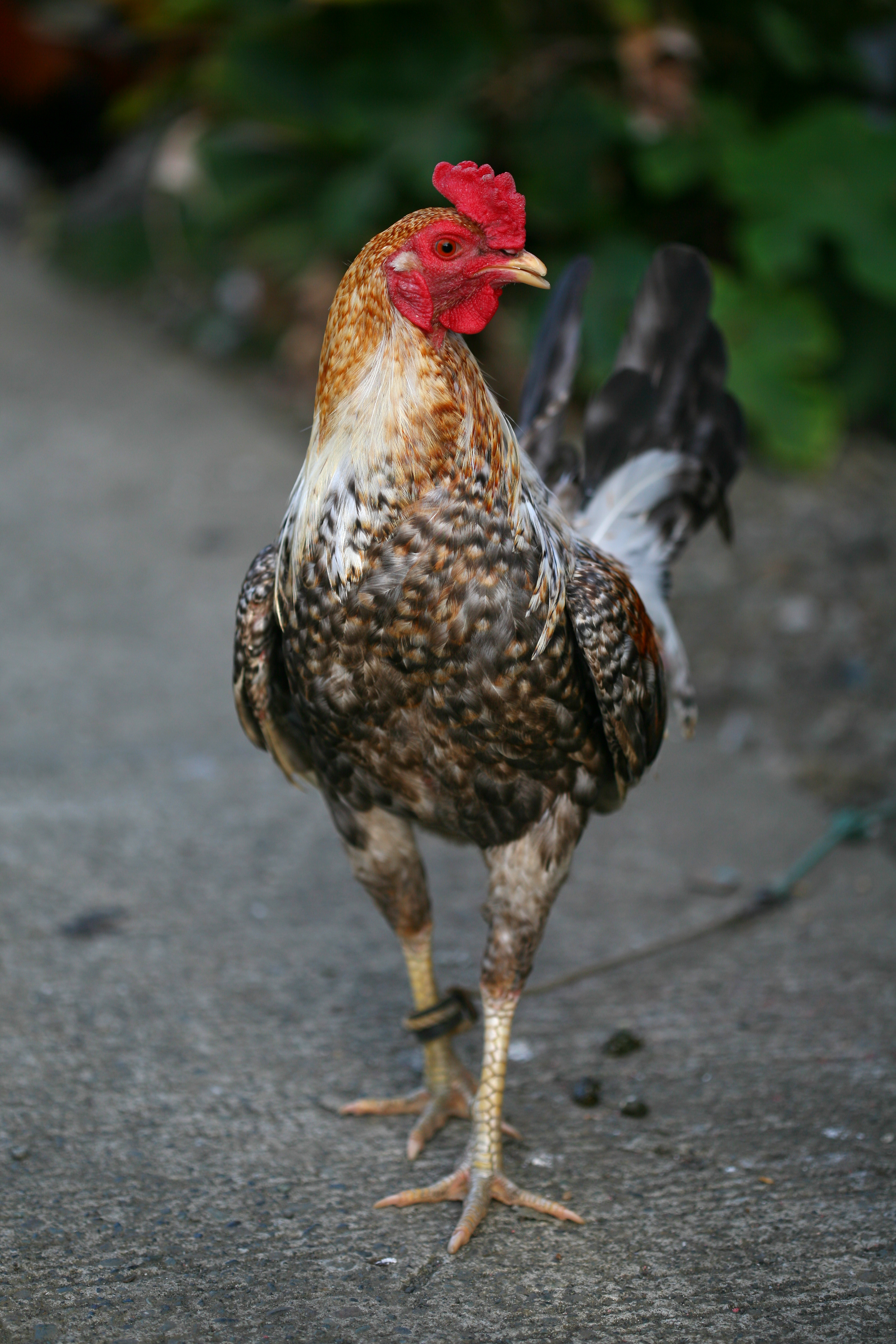
Gà chọi ở Mindanao

- Gà nòi (Việt Nam)
- Gà chọi Bình Định (Việt Nam)
- Gà Cao Lãnh (Việt Nam)
- Gà Chợ Lách (Việt Nam)
- Gà Đồ Sơn Hải Phòng (Việt Nam)
- Gà Asil (Ấn Độ)
- Gà chọi Mỹ (Mỹ)
- Gà chọi Anh (Anh)
- Gà chọi Pêru (Peru)
- Gà chọi Cuba (Cuba)
- Gà chọi Philippines (Philippines)
- Gà chọi Mã Lai (Malaysia)
- Gà Sumatra (Indonesia)
- Gà Shamo (Nhật)
- Gà Satsumadori (Nhật)
- Gà rừng Saipan (Mỹ)
- Gà chọi Thái (Thái Lan)

## Ở Việt Nam
Gà chọi có hai loại chính là gà đòn và gà đá. Gà đòn thường được nuôi ở khu vực phía Bắc, miền Trung, có trọng lượng chừng 2,8 kg - 4,0 kg. dùng đòn để đánh gà đối phương đến khi thắng. Gà cựa thường thấy chủ yếu nuôi ở khu vực phía Nam, gà được đá có cựa nguyên hoặc là cựa bằng kim loại gắn vào chân khi cho đá với gà đối phương, trận đấu của gà cựa thường diễn ra nhanh hơn của gà đòn, gà cựa có trọng lượng nhỏ hơn. thường là dưới 3,0 kg. Cách nuôi gà chọi ở khu vực Miền Bắc Bộ( gà đòn): có nhiều cách nuôi gà chọi do chủ gà áp dụng nhằm mục đích chung là rèn cho gà có một thể lực tốt, bền bỉ, bộ lông mượt và dẻo, các đòn đánh chính xác, khả năng chịu đòn và giành chiến thắng. 

### Chọn gà
Giống gà: được lựa chọn con bố và con mẹ là gà nòi, có nhiều tố chất tốt của một con gà chọi,đây là yếu tố ban đầu nhưng quan trọng nhất nếu muốn có một con gà chọi tốt (gọi là thần kê) con gà mẹ và con gà bố thường có lịch sử chiến đấu tốt, tướng dữ. Gà bố mẹ tốt thì thường là gà từ 2- 5 năm tuổi, gà mái có thể 6 năm tuổi, trứng được ấp theo cách truyền thống, chừng 19- 20 ngày là nở cho gà con.
Gà chọi conừng 1 tháng sau đó có thể tá được nuôi thả theo mẹ chch mẹ nuôi theo đàn, khi được 3 tháng tuổi thì gà mái được lựa riêng ra có thể thịt hoặc chọn để giống (lưu ý tránh tuyệt đối việc để gà bố mẹ cùng  tông, nghĩa là cùng họ hàng, như thế làm gà có nhiều nhược điểm, bệnh tật và suy nhược dần) gà đực con được nuôi tự do chừng 7 tháng thì có thể khảo đòn để lựa sơ bộ ra những con có đòn, lối đánh hay, độ lỳ cao. Sau đó tách ra từng chuồng riêng (nuôi trong bu là tốt nhất). 

### Chế độ ăn

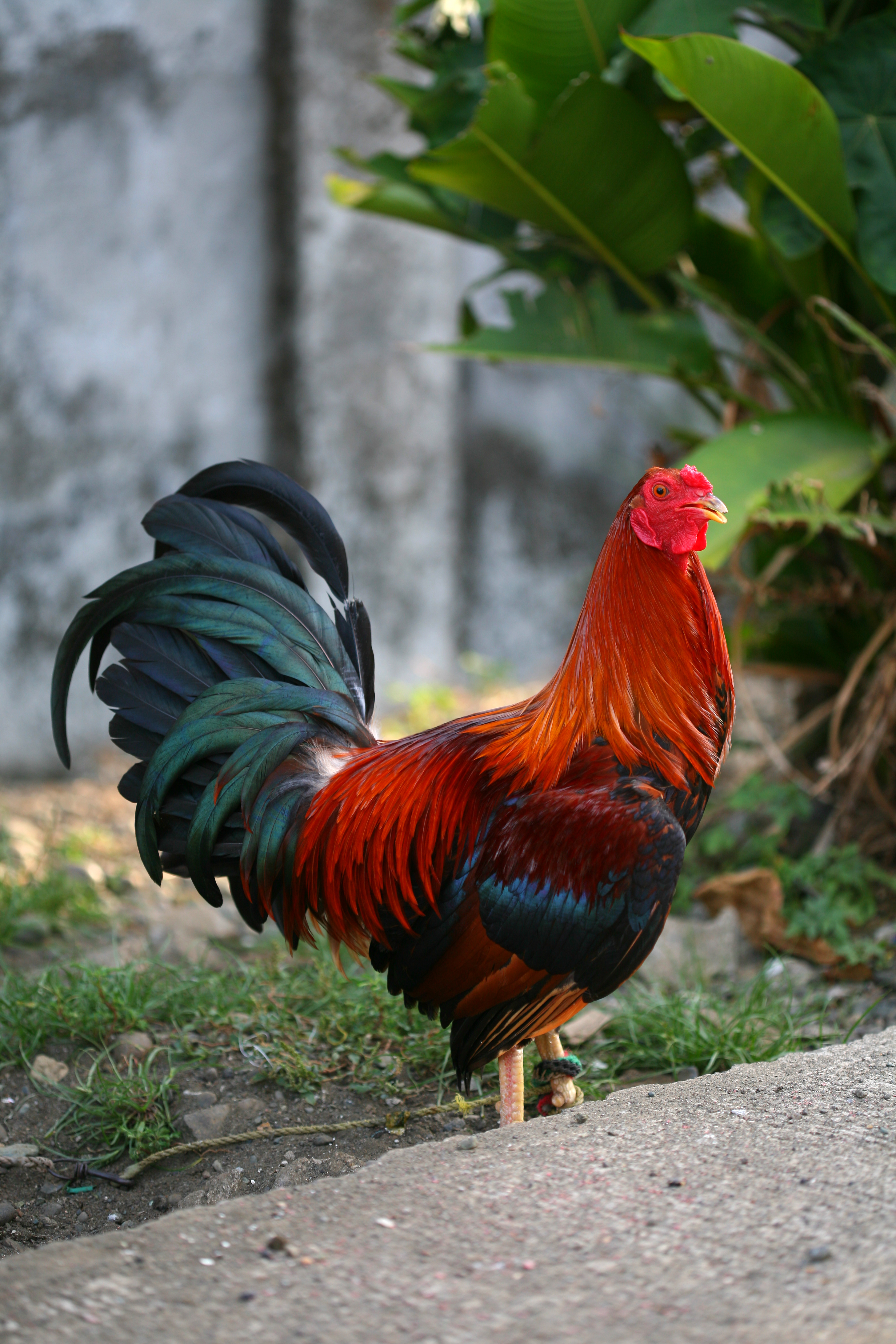
Gà chọi ở Mindanao

Gà thử đòn 1 hoặc 2 trận là chuyển sang nuôi chế độ gà đá, tiêu chuẩn ăn và luyện tập gắt gao hơn, thức ăn hàng ngày chủ yếu là lúa khô (thóc) đem luộc cho nứt vỏ chấu, để nguội. Lúa ngâm cho nảy mầm rồi cho gà ăn. Làm như vậy để cung cấp đầy đủ lượng chất xơ và vitamin, gà cũng dễ tiêu hoá, thức ăn, ngoài lúa ra thì hàng ngày còn có lượng chất tươi cho gà như rau cỏ xanh, lươn, gân bò, bảo đảm 200g/ 2 ngày. trong tháng thì cho ăn thêm 1-2 con thạch sùng để lông gà mượt và dẻo,mỗi ngày cho gà ăn 2 lần vào giữa buổi sáng và giữa buổi chiều để tránh gà phải luyện tập khi no, lúc đá thì có thể thay đổi lịch cho ăn theo giờ trận đấu để đảm bảo gà khoẻ.

### Luyện tập
Hàng ngày buổi sáng trước lúc mặt trời mọc thì cho gà khởi động 20 phút bằng cách cầm tay dưới ức gà, tung gà lên cao chừng 150 nhịp, độ cao khoảng 30 – 60 cm, từ mặt đất, mặt đất có trải một lớp rơm dày chừng 10 cm để tránh làm ảnh hưởng xấu đến gân và xương của gà,ban đầu tung nhẹ nhàng rồi lên cao dần,những ngày đầu chỉ tung 20 - 30 cái rồi tăng dần cường độ lên, sau khi khởi động sáng thì cho gà nghỉ ngơi 30p, cho uống nước và cho ăn, nước cho gà uống nên lấy nước mưa,(nước đun sôi để nguội dễ thiu) và thay nước mới hàng ngày, riêng thức ăn thì cho gà ăn chừng 30 là bỏ ra sử dụng việc khác phần dư, tránh không để lại thức ăn dễ gây bệnh cho gà, đồ đựng thức ăn cần vệ sinh hàng ngày.
Trong 1 tuần cho gà chạy bu một lần. Dùng hai con gà cùng độ tuổi (tránh dùng gà già và gà non làm gà non sợ, dễ bạt đòn) nhốt gà mồi ở bu nhỏ phía trong, đặt thêm một bu lớn phía ngoài sao cho 2 bu cách nhau chừng 20– 30 cm là được rồi thả gà cần cho chạy bu ra ngoài, gà thấy mặt nhau sẽ cùng chạy vòng tròn vờn nhau nhưng không đá vào nhau được, tránh làm tổn thương đến mỏ, cánh và lông gà, rèn luyện cho gà sức khoẻ cơ chân, hơi thở đều ổn định, khi nào cho gà chạy bu thì buổi sáng cho khởi động nhẹ để dành sức chạy bu, trong tháng thì cho gà đá buông  với nhau 1 trận,
Khi đá buông thì bịt mỏ gà bằng bao da, quấn băng bông ướt quanh chân gà, thả gà vào  xới cho đá chừng 5  hồ rồi rửa sạch sẽ vệ sinh các vết xước cho gà bằng cồn, bông, sau khi cho đá buông thì nghỉ 5 ngày rồi mới cho gà tập khởi động lại, cứ sau mỗi tháng thì tăng dần số hồ đá buông cho gà 12 dai sức và lỳ đòn, chú ý là sau mỗi trận đánh cần vệ sinh bằng cồn thật sạch và nuôi gà nơi thoáng mát thì gà không bị nấm da và mốc.

### Chăm sóc

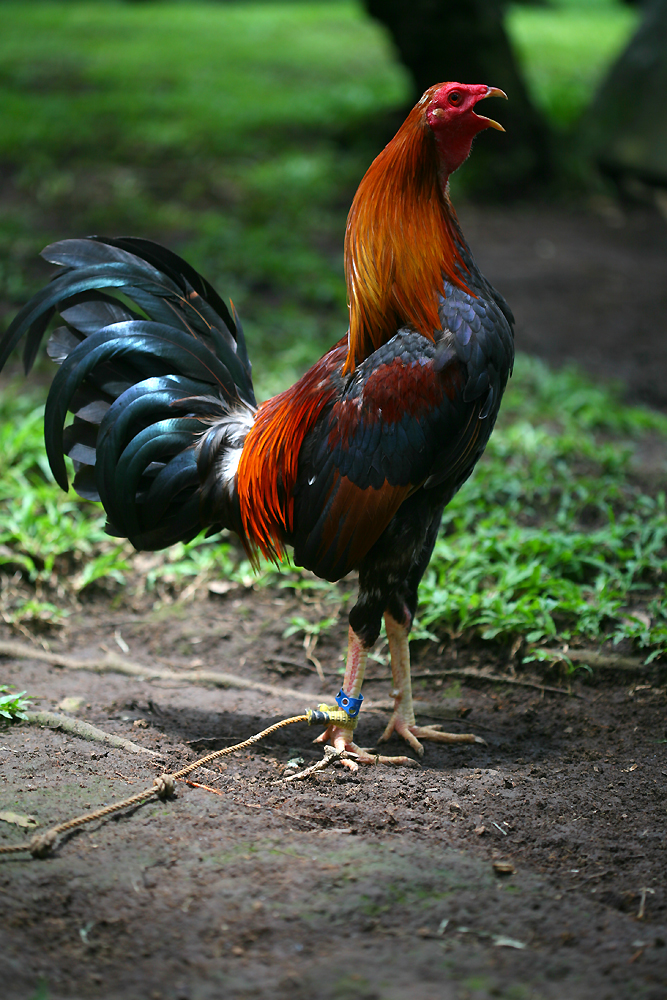
Gà chọi Philippines

Hàng ngày thì phơi nắng buổi sáng cho gà chừng 2h lúc trời nắng nhẹ sau đó cho gà vào nơi thoáng mát, hàng tuần nên bóp da và tỉa lông một số nơi như cổ, đầu và ức rồi bóp thuốc, thuốc là rượu ngâm giềng và nước tiểu trẻ con làm cho da gà đỏ và dày lên, khi bóp da thì dùng bàn chải cước thấm thuốc rồi chà lên da gà để da ngày càng cồ dày và mọng đỏ, khi nhốt gà trong bu cần chú ý dùng rơm khô làm chỗ lót chân cho gà đứng và thay rơm hàng ngày, không để gà dẫm lên phân mình, cứ 4 ngày thì vào buổi tối cần ngâm chân gà trong nước muối ấm (40 độ) pha loãng (35/1000 gần mặn như nước biển) 10p rồi dùng bàn chải đánh răng mềm cũ đánh sạch từng kẽ chân gà, làm chân gà săn chắc và không bao giờ bị hà chân, khớp chân. Nuôi gà chừng 12 tháng là bắt đầu cho gà ra  xới  được.
Trước khi cho gà đi đá 1 tuần nên đặt gà ở cạnh xới 2-3 lần để làm quen với tiếng động và môi trường xới, sau đó mới mang gà đi đá. khi đó gà khoẻ nhất và hăng, không sợ hãi. Hôm đi đá chỉ cho gà khởi động sáng nhẹ 10p cho ăn ít, trước khi đá 2h cho gà ăn nhẹ bằng 1/3 bữa chính. trong giờ nghỉ giữa các hồ là 5p thì nên cho gà uống 1 hớp nước mát nhỏ để sạch đờm, xoa bóp chân, cánh,cổ bằng khăn lạnh,
Kết thúc trận đánh nên vệ sinh cổ gà cho sạch đờm, lau sạch vết máu vết thương bằng cồn, khâu lại các vết rách lớn và nuôi nơi cao ráo thoáng mát sạch sẽ, cho gà nghỉ tập luyện ít nhất 2 tuần sau trận tuỳ theo thời gian và thương tích sau đó tập nhẹ lại dần dần,nếu gà mau liền thì 6 tuần sau có thể cho đá tếp trận sau, nếu nặng hơn thì để hơn 2 tháng, tuyệt đối không cho gà mới đá xới về chưa nghỉ ngơi khoẻ mạnh lại đã bị con khác đá,khi đó gà rất yếu và trấn thương nhiều bên trong, bị đòn dễ làm gà bạt đòn hoặc kệt sức và ốm chết.
Gà thi đấu giai đoạn đỉnh cao nhất là từ năm thứ 2 đến hết năm thứ 3. Sau đó có thể để lại làm giống tuỳ theo mức độ hay của gà,thời gian gà còn thi đấu thì không thả cùng gà mái, 1 tháng có thể cho gà đạp mái 1 đến 2 lần nhưng cách ngày thi đấu ít nhất 1 tuần để bảo đảm gà xung nhất khi ra trận. Gà đá thường hay bị bệnh phân xanh, mốc da, kén  dưới da. Tuỳ vào mức độ để chữa trị bằng các loại lá thuốc thông thường như lá ổi tàu chữa bệnh đường ruột, nửa quả cau chữa sán, om Nghệ cho gà giữ cân và đẹp da, mổ kén gà lấy cặn  ra khỏi kén và khâu lại,rửa sạch bằng cồn và để gà nghỉ một thời gian.